# Mitografía
Para la variante de la escritura, ver mitografía (escritura)
La mitografía es el estudio de mitos y leyendas antiguas que conforman las mitologías; podría decirse que un mitógrafo es un «coleccionista de mitos».
Según el escritor Carlos García Gual, mito es un relato tradicional que refiere la actuación memorable y ejemplar de unos personajes extraordinarios en un tiempo prestigioso y lejano.